# Vasino II Malabayla
Vasino II Malabayla o Orsino (Asti, ... – ...; fl. XVI secolo) è stato un vescovo cattolico italiano.
È stato nominato vescovo di Piacenza nel 1509 e nel 1519 fu trasferito alla diocesi di Asti fino al 1525.

## Biografia
Discendente dai Malabayla, una nobile casana astigiana, Vasino II venne nominato vescovo di Piacenza il 19 gennaio 1509.
Nel 1512, venne allontanato dalla sede piacentina perché aderente allo scisma e fiancheggiatore del "conciliabolo di Pisa" in cui i cardinali partecipanti cercarono di eleggere un antipapa in opposizione a Giulio II.
La diocesi venne affidata al governatore Giovanni Gozzadini.
Alla morte del papa, il nuovo pontefice Leone X concesse il perdono agli oppositori e così anche Vasino poté tornare al proprio incarico.
Nel 1519 venne trasferito alla diocesi astense e vi rimase fino al 1525.
Il vescovo Vasino, durante la sua permanenza a Piacenza restaurò il castello di Sant'Imenzio e ad Asti si prodigò nella costruzione del palazzo vescovile, restaurò l'antica chiesa di San Sisto e commissionò la cattedra vescovile nella cattedrale di Asti.